# سرگئی راخمانینف
سرگئی واسیلیویچ راخمانینف (رحمانف) (به روسی: Серге́й Васи́льевич Рахма́нинов) (زادهٔ یکم آوریل ۱۸۷۳، بر اساس تقویم گرگوری یا ۲۰ مارس ۱۸۷۳، بر اساس تقویم یولیانی - درگذشته ۲۸ مارس ۱۹۴۳) نوازندهٔ پیانو و آهنگساز روس بود. راخمانینف در خانواده‌ای علاقه‌مند به موسیقی متولد گردید و در سن ۴ سالگی نواختن پیانو را فرا گرفت. در سال ۱۸۹۲ از کنسرواتوار دولتی چایکوفسکی مسکو فارغ‌التحصیل شد و در همین سال‌ها چندین قطعه پیانو و قطعات ارکستری تصنیف نمود. در سال ۱۸۹۷، پس از واکنش‌های انتقادی منفی به نخستین سمفونی‌اش با نام سمفونی شماره ۱، راخمانینف به مدت ۴ سال در افسردگی به سر برد و پس از طول درمان موفقیت‌آمیز، تصنیف کنسرتو پیانو شمارهٔ ۲ خودش را در سال ۱۹۰۱ آغاز نمود که این مرتبه بازخورد بسیار مثبتی به همراه داشت و باعث شهرت وی گشت. پس از انقلاب روسیه، راخمانینف و خانواده‌اش روسیه را ترک کردند و در سال ۱۹۱۸ در ایالات متحده مستقر شدند.
راخمانینف در بسیاری موارد به عنوان یکی از بهترین پیانیست‌های زمان خویش و به عنوان آهنگساز، یکی از آخرین نمایندگان بزرگ موسیقی رمانتیک در موسیقی کلاسیک روسیه بود. تأثیرات اولیه از چایکوفسکی و کورساکف و دیگر آهنگسازان روس، باعث ایجاد لهجه‌ای کاملاً شخصی که شامل بیان رسمی تغزلی، رسانندگی وسیع و نبوغ اساسی شد، که وجوه تمایز رنگ‌بندی ارکستر هستند. راخمانینف سرانجام در سال ۱۹۴۳ در کالیفرنیا درگذشت.

## زندگی
رحمانینوف در خانواده ای از اشراف روسی در امپراتوری روسیه بدنیا آمد. شجره خانوادگی ادعا می‌کند که از یک واسیلی افسانه ای، با نام مستعار «رحمان»، نوه استفان سوم مولداوی است. خانواده راخمانینوف تمایلات قوی موسیقایی و نظامی داشتند. پدربزرگ پدری او، آرکادی الکساندرویچ، موسیقیدانی بود که از جان فیلد آهنگساز ایرلندی درس خوانده بود. پدرش، واسیلی آرکادیویچ رحمانینوف (۱۸۴۱–۱۹۱۶)، یک افسر ارتش بازنشسته و پیانیست آماتور بود که با لیوبوف پترونا بوتاکووا (۱۸۵۳–۱۹۲۹)، دختر یک ژنرال ثروتمند ارتش که پنج ملک به عنوان بخشی از جهیزیه خود به او داد، ازدواج کرد. این زوج سه پسر داشتند: ولادیمیر، سرگئی و آرکادی و سه دختر. یلنا، سوفیا و باربارا؛ سرگئی فرزند سوم آنهاست.
رحمانینوف در چهار سالگی آموزش پیانو و موسیقی را که توسط مادرش سازماندهی شده بود آغاز کرد. او متوجه توانایی او در بازتولید قسمت‌هایی از حافظه بدون اشتباه شد. با شنیدن خبر استعداد پسر، آرکادی به او پیشنهاد داد که آنا اورناتسکایا، معلم و تازه فارغ‌التحصیل کنسرواتوار سن پترزبورگ را استخدام کند تا با خانواده زندگی کند و به سرگئی جوان آموزش رسمی پیانو بدهد.

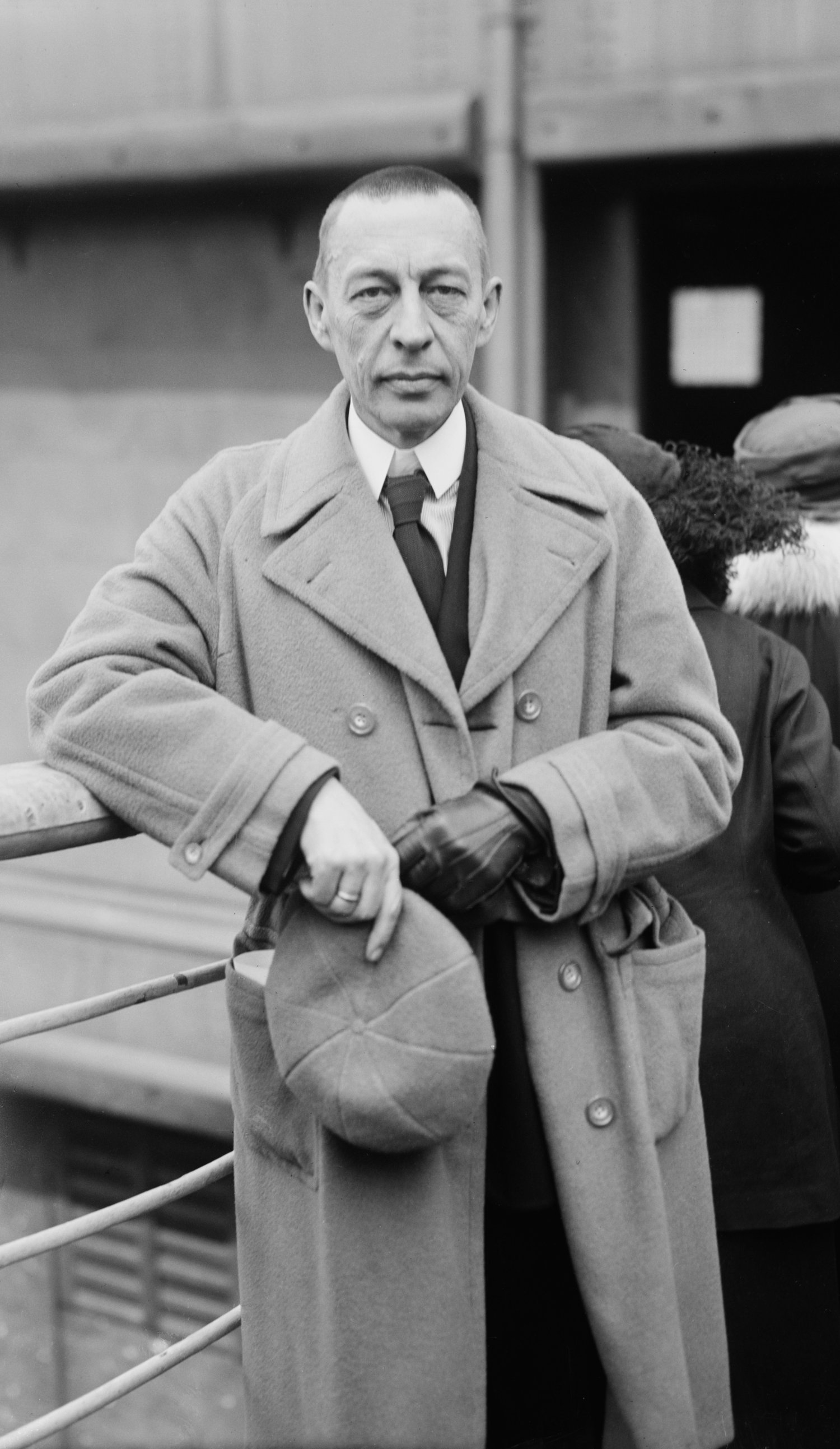
نگاره‌ای از راخمانینف

## آثار
از آثار معروف او می‌توان به پیانو کنسرتو شمارهٔ ۲ و پیانو کنسرتو شمارهٔ ۳ و همچنین یک راپسودی برای ارکستر و پیانو براساس یکی از کاپریس‌های پاگانینی به نام راپسودی بر اساس تمی از پاگانینی، سمفونی شماره ۲ و همین‌طور اتودهای تابلو برای پیانو او اشاره کرد.
معروفترین اپرای وی الکو نام دارد.

## بهترین مفسر
از دید خود راخمانینف بهترین کسی که موسیقی او را به خوبی می‌نوازد و از تفسیر خوبی دارد، ولادیمیر هوروویتس است.

## نگارخانه

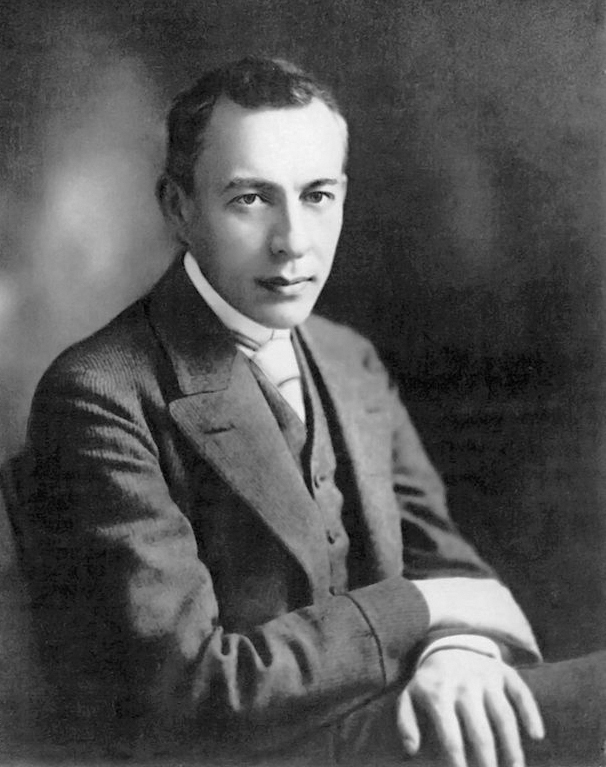

## کتاب‌ها
- فیونا, مادوکس (2023). خداحافظ روسیه: راخمانینوف در تبعید. لندن: فابر اند فابر. ISBN 978-0-571-37113-6.